# USS LST-717
O USS LST-717 foi um navio de guerra norte-americano da classe LST que operou durante a Segunda Guerra Mundial.